# Обручев, Владимир Александрович
Владимир Александрович Обручев (1836—1912) — военный деятель императорской России, дворянин, сын генерал-лейтенанта Александра Афанасьевича Обручева, помещика Тверской губернии. Основной прототип героев двух произведений Н. Г. Чернышевского: Рахметова в романе «Что делать» и Алферьева в одноимённой повести.

## Биография
В. А. Обручев родился в 1836 году. Он был братом Марии Александровны Боковой, шурином Ивана Михайловича Сеченова и дядей писателя Владимира Афанасьевича Обручева.
В 1858 году он окончил Николаевскую академию Генерального штаба, служил в лейб-гвардии Измайловского полка. В августе 1859 года в чине поручика вышел в отставку.
Работал в «Современнике» и был близок к Чернышевскому. Член тайного общества, в распространении воззваний которого «Великорусс» принял деятельное участие в 1861 году, за что 4 октября того же года арестован в Петербурге. Заключён при III Отделении, откуда 3 ноября переведён в Алексеевский равелин Петропавловской крепости. Никого не выдал. 2 декабря 1861 года предан суду ос. прис. Сената, которым 27 февраля 1862 года приговорен к лиш. вс. прав сост., к каторжным работам на 5 лет и к поселению в Сибири навсегда. 8 мая 1862 года по высочайшему повелению срок каторжных работ уменьшен до 3 лет. 31 мая того же года, после церемонии публичного объявления приговора на Мытной площади, был отправлен из крепости в Тобольский приказ о ссыльных. 16 июня доставлен в Тобольск; 11 ноября — в Иркутск, где отбывал работы на Александровском винокуренном заводе. В 1863 году переведён в Петровский железоделательный завод в Забайкальской области. 13 сентября 1865 года причислен на поселение в с. Урик и, наконец, весной 1866 г. поселён в Иркутске.
В 1872 году получил разрешение выехать из Сибири и во второй половине года поселился в Верхне-Уральске (Оренбургская губерния). 6 мая 1873 года переведён в Уфу. В январе 1874 г., по возвращении прав, разрешено жить повсеместно, кроме столичных и губернских городов. В 1875 г. возвратился на родину в Тверскую губернию. 30 октября 1877 года, во время русско-турецкой войны, ходатайствовал о назначении его рядовым-добровольцем в действующую армию, за что ему был возвращён чин поручика и дано разрешение поступить на государственную службу.
В 1879 году вернулся в Петербург, сотрудничал в журнале «Отечественные записки» (псевдонимы: «Ив. Бредихин», «П. Ветлугин»). В 1884 году поступил на службу по морскому ведомству, где служил до 1906 года; вышел в отставку в чине генерал-майора, пожалован генерал-лейтенантом в отставке.
Опубликовал воспоминания («Вестник Европы», 1907, 5, 6; 1908, 10).
Умер в Петербурге 30 января 1912 года.

## Воспоминания
- Обручев В. Из пережитого // «Вестник Европы» 1907, V, 122—155; VI, 564—595.
- Обручев В. После ссылки // «Вестник Европы» 1908, X.